# Księga gromadzka
Księga gromadzka – księga zakładana osobno dla każdej wsi od chwili jej lokacji, która zawierała wpisy poświadczeń dokonywanych transakcji majątkowych, dekretów w sprawach karnych i opisy przebiegu zebrań gromadzkich, wyborczych oraz kontrolujących rachunki wójta. 